# Ace Combat: Assault Horizon
Ace Combat: Assault Horizon est un jeu de combat aérien sur PlayStation 3 et Xbox 360. Il est sorti le 14 octobre 2011, et est développé et édité par Namco Bandai. Un portage sur Nintendo 3DS est publié en décembre 2011, sous-titré Assault Horizon Legacy.

## Synopsis
L'histoire se déroule en 2015 en Afrique de l'Est lors d'une opération militaire menée par l'OTAN et le fictif « Task Force 108 » contre une organisation de rebelles anti-gouvernementaux . 
Lors d'une mission menée par les escadrons « Nomad » et « Shooter » composés d'hélicoptères MH 60 Blackhawks et AH-64 Apache, les soldats voient une explosion énorme, semblable à celle d'une bombe nucléaire. L'OTAN et la Task Force 108 découvrent que cette explosion a été déclenché à cause d'une arme appelé « Trinity », une bombe thermobarique de grande taille, considérée comme conventionnelle et non nucléaire.
Cette bombe a été fournie aux rebelles par une organisation paramilitaire russe appelée « Blatnoi » composées de soldats russes soi-disant corrompus et alliées des rebelles. 
Blatnoi veut créer la « NFR » ; New Russian Federation, en faisant un coup d'État. L'organisation désire également se venger des Américains, étant donné que le chef de cette organisation, le colonel Markov, a perdu sa femme illégitime lors d'un bombardement sur Belgrade mené par les Américains lors de la guerre en Bosnie. Après avoir monté les charges « Trinity » sur des missiles de croisière, Blatnoi est en mesure de frapper n'importe où dans le monde. 

## Système de jeu
Contrairement aux autres Ace Combat, le joueur pilote des avions mais aussi des hélicoptères, des gunships et des bombardiers. 
La principale nouveauté de cet opus est le mode « Combat Aérien » (CA) : il consiste à lancer des attaques dévastatrices sur les appareils ennemis en les poursuivant d'une manière rapprochée pour pouvoir les toucher plus aisément. Dans ce mode il est possible de déjouer la poursuite si le joueur est verrouillé en combat aérien par un ennemi, en faisant une acrobatie qui lui permet de semer son poursuivant et de se retrouver derrière lui et de l'attaquer à son tour, ce qui n'empêche pas l'IA ennemie d'en faire tout autant. La « Frappe Aérienne » (FA), est un équivalent du combat aérien mais pour des cibles terrestres, il permet d'abattre toutes les cibles terrestre en un seul passage.
Certaines missions mettront également le joueur aux commandes d'hélicoptères : AH-64 Apache ou Mil Mi-35 Hind en campagne, le Kamov Ka-50 Hokum étant disponible en mission libre. Dans ces missions, le joueur est chargé d'appuyer des troupes au sol en utilisant des missiles antichars ou des roquettes non guidées. 
Contrairement aux précédents jeux de la franchise, le jeu est plutôt violent et classé PEGI 16. En combat rapproché, le joueur peut ainsi détruire ses ennemis en faisant un « steel carnage », un carnage métallique avec les avions ennemis. Dans ces séquences, l'avion ennemi se désintègre littéralement en plein vol et il est parfois possible de voir le pilote être éjecté du cockpit. 
Il s'agit également du premier Ace Combat à avoir été doublé en français.

## Nouveaux avions
De nouveaux appareils sont présents dans le jeu, et il est possible de les personnaliser. Contrairement aux précédents jeux de la franchise, ils arborent des couleurs et marquages de véritables forces aériennes. 
Les nouveaux avions jouables comprennent des bombardiers américains (B-2 Spirit et B-1 Lancer), des appareils russes (Sukhoi Su-34 Fullback, Sukhoi T-50, Sukhoi Su-25 Frogfoot, Sukhoi Su-33D et le Sukhoi Su-24MP Fencer), une nouvelle version du F-16 (F-16 Block 60) et le F-35B de Lockheed Martin.

## Accueil
- Jeuxvideo.com : 16/20[1] - 16/20 (Enhanced Edition)[2] - 13/20 (Legacy)[3] - 12/20 (Legacy +)[4]
- Canard PC : 4/10 (Enhanced Edition)[5]